# Sistema de numeració Hindú-Àrab
| European (descended from the West Arabic) | 0 | 1 | 2 | 3 | 4 | 5 | 6 | 7 | 8 | 9 |
| Arabic-Indic                              | ٠ | ١ | ٢ | ٣ | ٤ | ٥ | ٦ | ٧ | ٨ | ٩ |
| Eastern Arabic-Indic (Persian and Urdu)   | ۰ | ۱ | ۲ | ۳ | ۴ | ۵ | ۶ | ۷ | ۸ | ۹ |
| Devanagari (Hindi)                        | ० | १ | २ | ३ | ४ | ५ | ६ | ७ | ८ | ९ |
| Tamil                                     |   | ௧ | ௨ | ௩ | ௪ | ௫ | ௬ | ௭ | ௮ | ௯ |

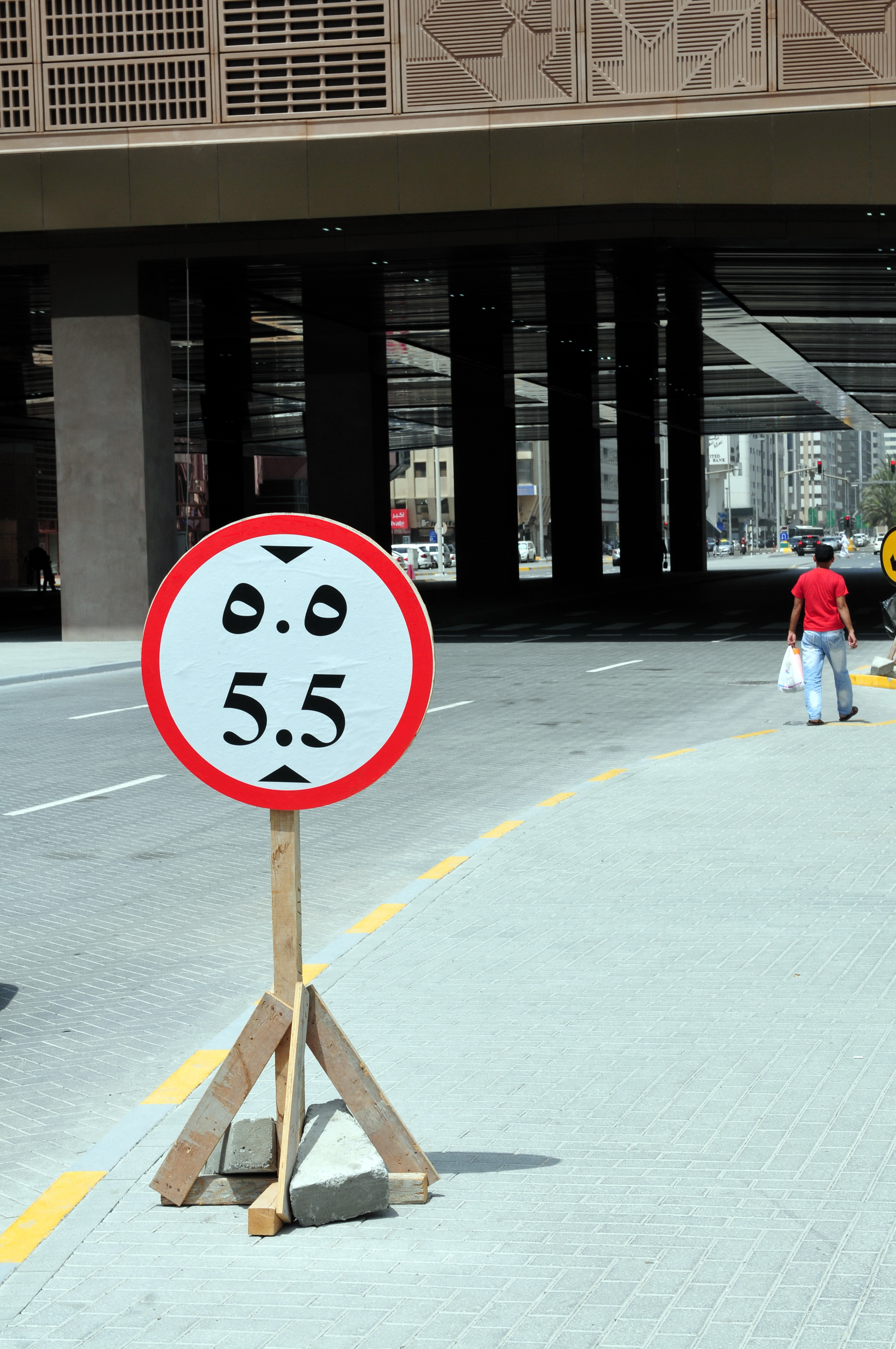
Nombres àrabs i àrab-occidentals en un senyal de trànsit a Abu Dhabi

El sistema de numeració hindu–àrab o sistema de numeració hindú, un sistema de numeració posicional decimal, és el sistema més comú per la representació simbòlica de nombres al món. Va ser inventat entre els segles I i IV per matemàtics indis. El sistema va ser adoptat per matemàtics perses (Muḥammad ibn Mūsā al-Khwārizmī c. 825 del llibre En el Càlcul amb Nombres Hindu) i matemàtics àrabs (Al-Kindi c. 830 volums En l'Ús del Hindu Nombres) al segle ix. Més tard es va estendre per Europa medieval per l'Edat Alta Mitjana.
El sistema és basat a deu (al principi nou) diferents glifs. Els símbols (glifs) solien representar el sistema en principi independent del propi sistema. El glif en l'ús actual es basen de nombres Brahmi i s'han dividit en diverses variants tipogràfiques des de l'Edat mitjana.
Aquests conjunts de símbols es poden dividir en tres famílies principals: els nombres aràbics usats en Major Maghreb a Europa, nombres aràbics de l'Est (també anomenats "nombres Indis") usat en l'Orient Mitjà, i els nombres indis usats al sud continent indi. 
Aquest sistema numèric encara s'usa avui per tot el món.

## Etimologia
Els nombres aràbics hindús van ser inventats per matemàtics de l'Índia. Els matemàtics àrabs i perses els van anomenar «nombres hindús» (on hindú significava ‘indi’). Més tard van venir a dir-se "nombres aràbics" a Europa, perquè van ser introduïts a Occident per comerciants àrabs.

## Notació posicional
El sistema de numeració hindú és dissenyat per a la notació posicional en un sistema decimal. En una forma més desenvolupada, la notació posicional també utilitza un separador decimal (al principi un senyal sobre aquests el dígit, però ara més en general un punt o una coma que separa aquests els decimals), i també un símbol per "aquests dígits que es repeteixen indefinidament". En ús modern, aquest últim símbol és normalment un Vinculum (una línia horitzontal col·locada sobre els dígits que es repeteixen). D'aquesta forma més desenvolupada, el sistema de numeració pot simbolitzar qualsevol nombre racional utilitzant només 13 símbols (els deu dígits, el marcador decimal, Vinculum, i un guió anteposat per indicar un nombre negatiu). 
Malgrat el sistema de numeració descrit com el "sistema de numeració Hindu–Àrab", el sistema havia estat desenvolupat per matemàtics hindús i en l'ocupació extensivament a tot arreu de l'Índia, abans de l'adopció per matemàtics perse-àrabs a Bagdad. El sistema numeral va ser transmès a Europa en l'Edat Mitjana, primer per Gerbert de Aurillac, i més tard per Fibonacci. L'ús de nombres d'Àrabs van ser repartits pel món a través del comerç europeu, llibres. Avui són la representació simbòlica més comuna de nombres en el món.
Tot i que generalment els trobem dins el text escrit amb l'Àrab abjad ("l'alfabet"), els nombres escrits amb aquests nombres també col·loquen el dígit més significatiu a l'esquerra, ésa dir que es llegeixen d'esquerra a dreta. Els canvis necessaris en la direcció de la lectura es troben en el text que barreja els sistemes d'escriptura d'esquerra a dreta amb els sistemes de dreta a esquerra. 

## Símbols
Diversos conjunts de símbols són usats per a representar nombres en el sistema de numeració hindu–àrab, molts d'ells desenvolupats a partir dels nombres Brahmi.
Els símbols usats per a representar el sistema s'han dividit en diverses variants tipogràfiques des de l'Edat de Mitjana, arreglada dins de tres grups principals:
- Els "nombres aràbics" Occidentals estesos van usar amb el llatí, l'alfabet Ciríl·lic, i alfabets grecs a sota la taula "europea" etiquetat, baixat dels "nombres aràbics d'Oest" que es van desenvolupar en al-Andalus i el Maghreb (hi ha dos estils tipogràfics per donar nombres aràbics occidentals, coneguts com a xifres que retallen i xifres del text)
- "L'Àrab–Indic" o "Els nombres d'aràbics Orientals" utilitzats amb l'escriptura Àrab, va desenvolupar principalment en quin és ara Iraq. Una variant dels nombres aràbics Orientals és utilitzada en persa i Urdú.
- Els nombres hindús  en ús amb escriptures de la família Brahmic a l'Índia i cap al sud-est d'Àsia. Cadascuna de l'aproximadament dotzena d'escriptures principals de l'Índia té el seu propi nombre glifs (com es nota en llegir cartes de caràcter Unicode). Aquesta taula mostra dos exemples.
- Nombres en Kannada:

| 0 | 1 | 2 | 3 | 4 | 5 | 6 | 7 | 8 | 9 |
| ౦ | ౧ | ౨ | ೩ | ೪ | ೫ | ౬ | ೭ | ೮ | ೯ |

- Els idiomes Assamese i Bengali també tenen el seu propi sistema de numeració, com es mostra a continuació:

| 0 | 1 | 2 | 3 | 4 | 5 | 6 | 7 | 8 | 9 |
| ০ | ১ | ২ | ৩ | ৪ | ৫ | ৬ | ৭ | ৮ | ৯ |

- Nombres en Malayalam:

| 0 | 1 | 2 | 3 | 4 | 5 | 6 | 7 | 8 | 9 |
| ൦ | ൧ | ൨ | ൩ | ൪ | ൫ | ൬ | ൭ | ൮ | ൯ |

- Nombres en Tamil:

| 0 | 1 | 2 | 3 | 4 | 5 | 6 | 7 | 8 | 9 |
| ௦ | ௧ | ௨ | ௩ | ௪ | ௫ | ௬ | ௭ | ௮ | ௯ |

- Nombres en Telugu:

| 0 | 1 | 2 | 3 | 4 | 5 | 6 | 7 | 8 | 9 |
| 0 | ౧ | ౨ | ౩ | ౪ | ౫ | ౬ | ౭ | ౮ | ౯ |

 Com en molts sistemes de numeració, els nombres 1, 2, i 3 representen marques de comptatge senzill. 1 és una línia sola, 2 són dues línies (ara connectades per una diagonal) i 3 són tres línies (ara connectat per dues línies verticals). Després de tres, els nombres tendeixen a tornar-se més complexos (els exemples són els nombres xinesos i nombres Romans). Els teòrics creuen que és perquè esdevé difícil a comptar instantàniament el objecta més enllà de tres.

## Història

### Predecessors
El nombres Brahmi a la base del sistema, precedeixen a l'Era Comuna. Van substituir abans els nombres Kharosthi usats d'ençà el segle iv aC. Brahmi i els nombres Kharosthi van ser utilitzats l'un al costat de l'altre en el període de l'imperi Maurya, amb una aparició sobre el segle III aC d'Ashoka.
Les inscripcions de Budista al voltant del 300 a.C fan servir els símbols que es van fer 1, 4 i 6. Un segle més tard, el seu ús dels símbols que es van fer 2,4,6,7 i 9 van ser registrats. Aquests nombres Brahmi són els avantpassats de glifs Hindu–Àrab de 1 a 9, però no van ser utilitzats com a sistema posicional amb un zero, hi hi havia bastants nombres separats per cadascuna de les desenes (10, 20, 30, etc.).
El sistema de numeració actual, inclosa la notació posicional i l'ocupació de zero, és en principi independent del glifs i significativament més jove que els nombres Brahmi.

### Desenvolupament

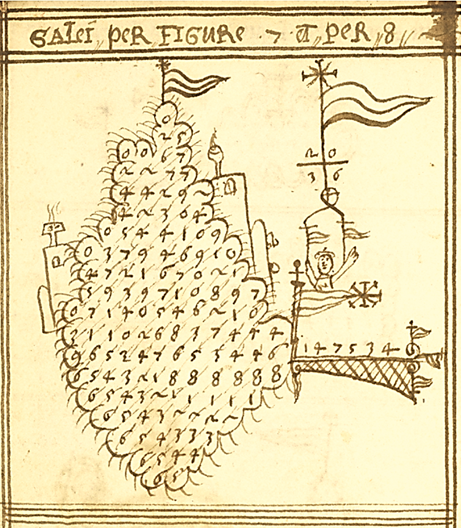
El mètode de divisió de la "galera".

El sistema de valor-lloc és utilitzat en el Manuscrit Bakhshali. Tot i que la data de la composició del manuscrit sigui incerta, la llengua utilitzada en el manuscrit indica que no podia haver estat compost, més tard del 400. El desenvolupament del sistema decimal posicional agafa els seus orígens en matemàtics Hindus durant el període Gupta. Al voltant del 500, l'astrònom Aryabhata utilitza la paraula kha ("el buit") per marcar "el zero" en les disposicions tabulars de dígits.